# Kechdak (Kelbajar)
Kechdak est un village de la région de Kelbajar en Azerbaïdjan.

## Histoire
En 1993-2020, Kechdak était sous le contrôle des forces armées arméniennes. Le 25 novembre 2020, sur la base d'un accord trilatéral entre l'Azerbaïdjan, l'Arménie et la Russie en date du 10 novembre 2020, la région de Kelbajar, y compris le village de Kechdak, a été restituée sous le contrôle de l'Azerbaïdjan.

## Sources
Ag boulag, Yanig boulag, Bol boulag, Dach boulag, Tamachali boulag, Novtchali boulag, Garagaya boulaghi, Zahravurulan boulag, etc.